# خوان بيدرو غوتيريز
خوان بيدرو غوتيريز (بالإسبانية: Juan Pedro Gutiérrez)‏ مواليد 10 أكتوبر 1983، هو لاعب كرة سلة أرجنتيني بدأ مسيرته الاحترافية في سنة 2001 يلعب في ليغا أيه سي بي ويحمل الرقم 4. يبلغ طوله 6 قدم 8.75 بوصة (2.1 م).

## فرق لعب لها
- أوبراس سانيتارياس

## الميداليات
| الميدالية | المسابقة                             |
| --------- | ------------------------------------ |
| ذهبية     | بطولة أمم الأمريكتين لكرة السلة 2011 |
| فضية      | بطولة أمم الأمريكتين لكرة السلة 2005 |
| فضية      | بطولة أمم الأمريكتين لكرة السلة 2007 |
| برونزية   | بطولة أمم الأمريكتين لكرة السلة 2009 |
| برونزية   | بطولة أمم الأمريكتين لكرة السلة 2013 |

## روابط خارجية
- خوان بيدرو غوتيريز على موقع الاتحاد الدولي لكرة السلة (الإنجليزية)
- خوان بيدرو غوتيريز على موقع الدوري الإسباني لكرة السلة (الإسبانية)
- خوان بيدرو غوتيريز على موقع كرة السلة الأوروبية.كوم (الإنجليزية)
- خوان بيدرو غوتيريز على موقع ريلجم (الإنجليزية)
- خوان بيدرو غوتيريز على موقع سبورتس رفرنس (الإنجليزية)
- خوان بيدرو غوتيريز على موقع أوليمبيديا (الإنجليزية)